# Machhapuchhre
Machhapuchhre of Machapuchare (Nepali/Devanagari: माछापुछ्रे, māchhāpuchhre; Engels: Fish Tail) is een 6997 m hoge berg in de Annapurna Himal, in de Nepalese Himalaya. De berg is een naar het zuiden uit het Annapurnamassief stekende hoorn met steile wanden en een karakteristieke dubbele top, waarvan de naam afkomstig is.
De berg ligt ongeveer 25 km ten noorden van de stad Pokhara en domineert het gezicht op de Himalaya daar. Machhapuchhre wordt door boeddhisten beschouwd als de zetel van de boeddha van het oneindige licht, Amitabha, en door hindoes als verblijfplaats van de god Shiva. Om die reden kondigde koning Mahendra in 1964 een verbod op het beklimmen van de heilige berg af, zodat het een van de prominentste bergen ter wereld is die nog nooit werd beklommen.
In 1957 wisten de Engelse klimmers David Cox en Wilfrid Noyce tot op 50 m onder de top te komen.